# آبگرم معدنی کریز
آبگرم معدنی کریز نام آبگرمی معدنی در ۳ کیلومتری روستای کریز، شهرستان کوهسرخ می‌باشد که کارشناسان معتقدند این آبگرم از نظر وجود مواد شیمیایی در رتبهٔ بیشتری از آبگرم معدنی فردوس قرار گرفته است.